# Rudolf Oebsger-Röder
Rudolf Röder, später Rudolf Oebsger-Röder, (* 9. März 1912 in Leipzig; † 21. Juni 1992 in München) war im nationalsozialistischen Deutschen Reich SD-Sturmbannführer, Angehöriger des Einsatzkommando 16 Bromberg, 1940 Leiter der Amtsgruppe II A (Grundlagenforschung) im Amt II (SD-Inland) des Reichssicherheitshauptamtes (RSHA), 1940/41 an der Umsiedlung in Polen aktiv beteiligt, 1942 im Stab der Einsatzgruppe A im Baltikum, 1942/43 Leiter des Unternehmens Zeppelin des SD, Führer des Einsatzkommandos Cluj in Ungarn 1944 und zuletzt als Obersturmbannführer und Verbindungsführer des RSHA zum Auswärtigen Amt. Er war Mitarbeiter der Organisation Gehlen und des Bundesnachrichtendienstes sowie Zeitungskorrespondent in Jakarta/Indonesien.

## Herkunft und Studium
Rudolf Oebsger-Röder war der Sohn eines Werkmeisters. Nach dem Abschluss seiner Schullaufbahn studierte er an der Universität Leipzig Geschichte, Soziologie und Zeitungswissenschaft.
Schon Ende 1929 wurde er Mitglied der Hitlerjugend und trat bereits zum 1. März 1931 der NSDAP bei (Mitgliedsnummer 475.061). Zudem war er ab 1931 Mitglied der SA. An der Universität Leipzig wurde er 1933 Pressewart des NS-Studentenbundes (NSDStB) und leitete dort die Abteilung „Presse und Propaganda“. Ab 1935 war er in Leipzig NSDStB-Hochschulgruppenführer und örtlicher Studentenschaftsleiter sowie „Untersuchungsführer für Ehren- und Disziplinarfragen der Gaustudentenschaft Sachsen“. Als Assistent am Leipziger Institut für Zeitungswissenschaft in der Zeit von 1935 bis 1937 promovierte er 1936 mit einer Dissertation über den Bildungsstand der deutschen Journalisten zum Dr. phil. Zuvor hatte er durch Vermittlung von Hans Amandus Münster ein Promotionsstipendium erhalten.
Laut Professor Münster habe diese heikle Themenstellung „nur einem Studierenden von besonderen Qualitäten charakterlicher Art“, anvertraut werden können, womit Münster zweifellos eine NS-konforme Einstellung meinte. NSDAP-Mitglied Münster sah die Zeitungswissenschaft getreu der NS-Ideologie als volkserzieherische Aufgabe und publizistisches Führungsmittel. Im NS-Staat war das Reichsministerium für Volksaufklärung und Propaganda (RMVuP, kurz Propagandaministerium) für die Medienkontrolle zuständig. Es war dazu auserkoren, das Lesebedürfnis der Deutschen im Sinne der nationalsozialistischen Weltanschauung „umzuformen“ und „in die richtigen Bahnen zu lenken“. Münster wandte sich somit an das Propagandaministerium und an den Reichsverband der Deutschen Presse (RDP), damit seinem Schüler die entsprechende Zugänge gewährt wurden. Oebsger-Röder erhielt mit Münsters Hilfe Einblick in die Berufslisten des RDP, in die sich laut Schriftleitergesetz jeder Journalist und auszubildende Berufsaspirant einzutragen hatte. Das Schriftleitergesetz war ein Gleichschaltungsinstrument der NS-Propaganda. Münster bestelle quasi ein „Wunschgutachten“, dass der NS-konforme Oebsger-Röder liefern sollte. Der junge Student wühlte sich monatelang im Berliner Hauptquartier des RDP durch die Schriftleiterlisten und schloss seine 87-seitige Fleißarbeit mit den Worten: „Der Journalist von gestern, der Söldner einer gewissenlosen Presse, ist tot. Der Soldat einer neuen Zeit wird herangezogen.“ Münster vergab für die Arbeit im Juni 1936 die Note „sehr gut“. Bereits zuvor hatte er Oebsger-Röder als Assistenten am Institut für Zeitungswissenschaft verpflichtet.

## Sicherheitsdienst der SS
Im April 1935 trat Oebsger-Röder von der SA in die SS über (SS-Nummer 267.393) und war zunächst ehrenamtlich, dann als hauptamtlicher Mitarbeiter für den SD tätig. Er war zudem Referent beim SS-Oberabschnitt Mitte. 1937 war er hintereinander Mitarbeiter in der Hauptabteilung II Gegnerforschung bei den SD-Oberabschnitten Elbe und Königsberg, zudem war er an der von SS-Führer Franz Six neugegründeten Fakultät für Zeitungswissenschaften an der Universität Königsberg beschäftigt. Six bescheinigte dem ihm bereits seit seiner Studentenzeit bekannten Oebsger-Röder in einer Beförderungsbeurteilung vom 18. Oktober 1937 „eine tadellose soldatische Haltung […] sicheres Auftreten in und außer Dienst [und eine] persönlich saubere Haltung.“ Er habe sich „stets mit seiner ganzen Person für den Nationalsozialismus eingesetzt“ und verfüge über eine „tadellose Auffassungsgabe“.
Six leitete zunächst im SD-Hauptamt die Abteilung „Presse und Schrifttum“. Das Schrifttum unter Kontrolle zu bekommen, war eine der wesentlichen Aufgaben des SD. Reinhard Heydrich hatte 1935 definiert, dass in der Auseinandersetzung um die geistig-weltanschauliche Macht dem „kulturpolitischen Schrifttum“ eine zentrale Rolle zukomme, denn die „Wühl- und Zersetzungsarbeit“ des Gegners spiele sich zu einem wesentlichen Teil im Schrifttum ab. Es gehe um einen „Kampf der Geister“, der „nicht mehr nur mit technischen Mitteln“ geführt werden könne. Um den Gegner erkennen und ausschalten zu können, markierte die wissenschaftsbasierte, nachrichtendienstliche Auswertung des Schrifttums daher einen zentralen Schwerpunkt der SD-Arbeit.

Mit seiner Dissertation hatte Oebsger-Röder das nötige Rüstzeug für den SD erworben, was ihn in den Augen von Franz Six zu einem besonders geeigneten Mitarbeiter für die Gegnerforschung machte. Six leitete im SD-Hauptamt unter Heydrich zusätzlich die Hauptabteilungen „Weltanschauliche Gegner“ und „Lebensgebietsmäßige Auswertung“ und war damit praktisch für den gesamten Inlands-SD zuständig. Den SD-Oberabschnitt Nordost in Königsberg führte vom 1. Januar 1937 bis 26. September 1939 Jakob Sporrenberg, der zugleich Inspekteur der Sicherheitspolizei und des SD in Königsberg war. Oebsger-Röder gab zu seiner damaligen Tätigkeit an:
„Beim SD-Oberabschnitt Königsberg wurde ich Leiter der Hauptabteilung II. Meine Aufgabe war die Vorbereitung und Erstellung des sogenannten SD-Lageberichts Ostpreußen. Bei diesem Lagebericht handelte es sich um eine in regelmäßigen Abständen vorzulegende Übersicht über die Meinung der Bevölkerung und Auswirkung von Maßnahmen des Staates und der Partei sowie über Tendenzen in der Bevölkerung Ostpreußens bzw. der deutschen Volksgruppe in Polen und den baltischen Staaten. Zur Wahrnehmung dieser Aufgaben unternahm ich – getarnt – einige Reisen nach Polen, ins Baltikum und durch Ostpreußen, wobei ich Verbindung zu wichtigen Persönlichkeiten aufnahm." 
Er begann seine Kenntnisse über die Schriftleiter für den SD in Königsberg nutzbar zu machen. Folgerichtig nahm er von Königsberg aus Kontakte zu den Pressevertretern der volksdeutschen Auslandspresse auf, um diese für die Beeinflussung der Volksdeutschen im Ausland zu nutzen und um V-Männer für die Informationslage zu gewinnen und Nachrichten über feindliche Polen zu sammeln. Zwischen Sommer 1937 und September 1939 machte er als „Franz Röder“ im Auftrag des SD und getarnt als Assistent des Juristischen Instituts der Königsberger Universität einige „Dienstreisen“ nach Polen. Er sprach mit der Leitung der Deutschen Vereinigung für Posen und Pommerellen (DV) in Bromberg, mit Gotthold Starke, dem Chefredakteur der „Deutschen Rundschau in Polen“ und sehr wahrscheinlich auch mit Gero von Gersdorff, dem Cheforganisator der DV. „Vertrauensmänner“ fand er in Bydgoszcz (Bromberg), wo er sich einige Tage lang im Frühling 1939 aufhielt.

## Einsatzkommando 16 in Polen
In Bromberg war es nach dem deutschen Überfall auf Polen sowohl zu Sabotageaktionen auf deutscher Seite wie auch zu Vergeltungsaktionen der Polen beim „Bromberger Blutsonntag“ gekommen.
Oebsger-Röder wurde deshalb im Zuge des Überfalls auf Polen zum Führer eines vierköpfigen SD-Trupps bestimmt, dem SD-Einsatzkommando 16 in Bromberg, das als selbständige Einheit direkt dem Führer des SD-Oberabschnitts Nordost, SS-Brigadeführer Jakob Sporrenberg, unterstand. Er operierte in Bromberg mit seinem SD-Kommando in Ergänzung zum Einsatzkommando 16 der Gestapo unter Kriminalrat Jakob Lölgen. Oebsger-Röder leitete sein SD-Kommando etwa vom 20. September 1939 bis zum 25. Oktober 1939. Sein Stellvertreter war der Obersturmführer Franz Abromeit, der dann noch bis Anfang November 1939 diesen Trupp führte.
Aufgabe des SD-EK 16 in Bromberg war die nachrichtendienstliche Bearbeitung des zugeteilten Abschnitts, die Zusammenarbeit mit dem Gestapo-EK 16 und die Berichterstattung zum zentralen Einsatzstab des SD in Berlin über den SD in Danzig. Gestapo und SD waren verpflichtet, bedeutende Informationen auszutauschen. Dementsprechend erstellte Oebsger-Röder Stimmungsberichte für den Danziger Inspekteur der Sicherheitspolizei und des SD (IdS) Rudolf Tröger, für Jakob Sporrenberg in Königsberg und für den neuen Bromberger Oberbürgermeister und Kreisleiter Werner Kampe. Außerdem betrieb er die Erfassung von Gegnern in entsprechenden Karteien. Die seinem Trupp zur Verfügung stehenden Informationen über polnische Gegner hatte er teils zuvor selbst in Königsberg über seine Verbindungen nach Polen gewonnen. Jetzt waren diese Informationen mit dem Gestapo-EK 16 und auf Wunsch von Gauleiter Albert Forster mit den beigebrachten Listen der NSDAP-Ortsgruppenleiter abzugleichen.
Solche geheimen V-Mann-Berichte zur Stimmungslage dienten im Oktober 1939 auch als Korrektiv gegen Auswüchse und Vertrauensverlust bei der Bevölkerung. In einem erhaltenen Schriftverkehr vom Oktober 1939 erhielt das Gestapo-SK 16 in Bromberg geheime V-Mann-Berichte vom SD-EK 16. Darin ging es um zwei Bromberger Gestapo-Mitarbeiter, die ihre Tätigkeit beim EK 16 dazu nutzten, sich an Vermögenswerten zu bereichern. Die Gestapo-Leute wurden suspendiert.
Ansonsten war der SD aber in die Vernichtung der polnischen Intelligenz involviert. In einem Bericht an das Reichssicherheitshauptamt (RSHA) vom 21. Oktober 1939 meldete er, dass in den westpreußischen Städten von der Gestapo und vom Selbstschutz der Volksdeutschen „Aktionen durchgeführt [werden], um die polnischen Lehrer zu verhaften und in das Zuchthaus Krone anzutransportieren. Es ist geplant, die radikalen polnischen Elemente zu liquidieren.“
In einem anderen Bericht beschreibt Oebsger-Röder die Aufgaben seines EK noch drastischer:

„Nach dem Willen des Führers soll in kürzester Zeit aus den polnisch-bestimmten Pommerellen ein deutsches Westpreußen entstehen. Zur Durchführung dieser Aufgaben machen sich nach übereinstimmender Ansicht aller zuständigen Stellen folgende Maßnahmen notwendig: 1.) Physische Liquidierung aller derjenigen polnischen Elemente, die a) in der Vergangenheit auf polnischer Seite irgendwie führend hervorgetreten sind oder b) in Zukunft Träger eines polnischen Widerstandes sein können. […] Die angeführten Maßnahmen sind von Anfang an in Angriff genommen worden. Es erscheinen jedoch folgende Bemerkungen nötig, um die Notwendigkeit des Vorschlags zu erhärten: Zu 1.) Die Liquidierung wird nur noch kurze Zeit durchgeführt werden können. Dann werden die deutsche Verwaltung und andere außerhalb der NSDAP liegende Faktoren direkte Aktionen unmöglich machen. Auf jeden Fall wird am Ende trotz aller Härte nur ein Bruchteil der Polen in Westpreußen vernichtet sein (schätzungsweise 20 000).“

In einer handschriftlichen Notiz an Kreisleiter Kampe und das Reichspropagandaministerium ergänzte Oebsger-Röder noch einen Bericht seines Vertreters und Nachfolgers Franz Abromeit vom 15.11.1939, den er offensichtlich in Königsberg zur Kenntnis nahm:
„Nachzutragen wäre noch, dass die hohe moralische Widerstandskraft der Polen u. a. daraus hervorgeht, dass sie bei der „Liquidierung“ zumeist ein furchtloses, tapferes Verhalten an den Tag legen.“ 
In einer Nachkriegsvernehmung wollte er in Bromberg erschossene Polen erst nach der Liquidierung gesehen haben und von anderen Erschießungen nur vom Hörensagen Kenntnis haben. Die obige Notiz wurde ihm nicht vorgehalten. Seine „Leistungen“ in Polen wurden von Reinhard Heydrich so gewürdigt:
„Er bewährte sich als Führer des SD-Einsatzkommandos 16 in Bromberg. Er nahm an den von SS-Brigadeführer von Alvensleben geleiteten Säuberungsaktionen in der Gegend um Bromberg, Hohensalza sowie an der Brechung polnischen Widerstandes mit der Waffe teil, nachdem er vorher die notwendigen nachrichtendienstlichen Vorarbeiten geleistet hatte." 

## Umsiedlung in Polen
Am 13. Oktober 1939 verfügte Reinhard Heydrich im Auftrag Himmlers:
„Im Rahmen seines Erlass vom 7. Oktober 1939 zur Festigung des deutschen Volkstums hat der Führer die Rückführung der Volksdeutschen aus Lettland und Estland mit sofortiger Wirkung befohlen. Zur Durchführung aller hiermit im Zusammenhang stehenden Maßnahmen (Einbürgerung usw.) wird im Einvernehmen mit der Volksdeutschen Mittelstelle eine Einwandererzentralstelle mit dem Sitz in Gotenhafen errichtet.“
Den Umsetzungsauftrag erhielt der Sturmbannführer Martin Sandberger vom neuen Amt III des RSHA (Inlands-SD). Stellvertreter von Sandberger war der Sturmbannführer Karl Tschierschky. Sandberger richtete in Gotenhafen eine Einwanderer-Beratungsstelle für die alsbald eintreffenden deutschbaltischen Umsiedler ein. Ihr Leiter war Rudolf Oebsger-Röder, der von Volkstumsspezialisten der baltischen Abteilung des Wannsee-Instituts des SD unterstützt wurde. Einer davon, Hans-Adolf Handrack, übernahm anschließend die „Zweigstelle Gotenhafen der Volksdeutschen Einwanderer-Beratungsstelle“.
Die Einwanderer-Zentralstelle (EWZ) wurde Ende 1939 nach Posen (Poznan) und Łódź (Litzmannstadt) verlegt und dem baltendeutschen Standartenführer Erhard Kroeger unterstellt. Mit der Verlegung der EWZ gelangte auch Oebsger-Röder Mitte November 1939 nach Łódź (ab 1940 Litzmannstadt genannt), wo er bis Ende März 1940 die dortige Zweigstelle der Einwandererzentrale leitete. Damit stand Oebsger-Röder vom SD mit allen wesentlichen Volkstumsführern und SS-Konfidenten im Baltikum (Erhard Kroeger) und in Polen (Hans-Joachim Kohnert in Bromberg und Ludwig Wolff in Litzmannstadt) in Verbindung. Er stand somit auch im Zentrum der Umsiedlungs- und Germanisierungsmaßnahmen in Polen 1939/40 und war beim Beginn der Vernichtung aller als Gegner des Reiches betrachteten Gruppen in Polen beteiligt.

## Reichssicherheitshauptamt und SD Danzig
Nur für zwei Monate soll er als Leiter der Amtsgruppe II A (Grundlagenforschung) in dem von Franz Six geleiteten Amt II (Gegnererforschung – SD-Inland) des Reichssicherheitshauptamtes tätig gewesen sein, bevor er im Juni 1940 als SD-Führer nach Danzig versetzt wurde. Bei Franz Six war er nach eigenen Angaben in der Russland-Abteilung mit der Beschaffung von Publikationen über die Sowjetunion befasst. Der Zeitraum deckt sich mit dem Westfeldzug und dürfte daher die Sicherstellung von russischen Bibliotheken bei Exilorganisationen betroffen haben, womit sich eine Zuordnung zum Amt VI B (Westeuropa, Afrika), wie andere Quellen für diesen Zeitraum angeben, auch erklären würde. Six war jedenfalls als Wissenschaftler und Gegnerforscher immer an solchen Beschlagnahmen interessiert.
Danach kam Oebsger-Röder im Sommer 1940 zum SD-Abschnitt Danzig – Zoppot. Zunächst war er Leiter der Abteilung I (Organisation/Verwaltung) und übernahm dann gegen Ende 1940 die Leitung des SD-Abschnittes in Vertretung bis zum September 1941.
In dieser Position als Inspekteur der Sicherheitspolizei und des SD in Danzig in Vertretung unterstand Oebsger-Röder dem Höheren SS- und Polizeiführer Richard Hildebrandt in Danzig und dem Gauleiter Albert Forster. Auf Wunsch von Gauleiter Forster erließ Oebsger-Röder daher am 9. Dezember 1940 eine Anordnung zur „Sonderevakuierung von asozialen Nichtdeutschen aus dem Reichsgau Danzig-Westpreußen“ an die Herren Landräte und Oberbürgermeister im Reichsgau. In seinem Schreiben führte er die betroffenen Personengruppen detailliert an:
1. Durch rechtskräftige Strafurteile ordentlicher Gerichte wiederholt mit Freiheitsstrafe vorbestrafte Personen.
2. Personen, die infolge ständigen übermäßigen Alkoholgenusses zur ordnungsgemäßen Erledigung ihrer wirtschaftlichen und häuslichen Lebensbeziehungen nicht mehr in der Lage sind.
3. Frauenspersonen, die sich gegen Entgelt einen unbeschränkten, der Identität nach wechselnden Personenkreis geschlechtlich hingeben (Dirnen).
4. Die hinterbliebenen Witwen und Kinder der wegen ihrer politischen und kriminellen Belastung berechtigterweise liquidierten Personen, sofern von ihnen mit Wahrscheinlichkeit eine staatsfeindliche Betätigung zu erwarten ist.
5. Arbeitsscheue Personen, die trotz wiederholter behördlicher Aufforderung sich beharrlich weigern, ihnen zugewiesene, ihrer Arbeitskraft angemessene körperliche Arbeit zu verrichten.
6. Völlig verkommene oder in ihrem Erscheinungsbild ausgesprochen minderwertige Personen

Die Landräte und Oberbürgermeister sollten entsprechende Listen bis zum 15. Januar 1941 beibringen. Die aufzulistenden Personen sollten in das Generalgouvernement „evakuiert“ werden, wobei Evakuierung im NS-Jargon durchaus auch Einweisung in ein KZ und Ermordung bedeuten konnte.
Anschließend will er von September bis Dezember 1941 im neuen Reichssicherheitshauptamt tätig und mit der Auswertung von Nachrichten über die unbesetzten Teile der Sowjetunion befasst gewesen sein. Das ist zumindest sehr fraglich, wie aus dem folgenden Abschnitt ersichtlich ist.

## Einsatzgruppe A im Baltikum
Die 18. Deutsche Armee unter Generaloberst Georg von Küchler hatte 1941 Leningrad erreicht und bezog Stellungen in einem Halbkreis südlich davon. Eine Eroberung war von Hitler nicht gewünscht, denn Moskau hatte Priorität und Hermann Göring sah Probleme bei der Ernährung der Einwohner der Millionenstadt. Also sollten die etwa drei Millionen Leningrader schlicht verhungern und die 18. Armee erhielt den Auftrag, Ausbruchsversuche aus dem Kessel zu verhindern. Die Wehrmacht sollte also diesen Hungertod ermöglichen. Ab dem 15.9.41 war dann die 18. Armee alleine für Leningrad zuständig.
Ergänzend zur Wehrmacht war die Einsatzgruppe A von Sipo und SD vor Leningrad im Einsatz und setzte die seit Beginn des Russlandfeldzuges laufende Vernichtung von Gegnern in der Sowjetunion fort. Die Einsatzgruppe kooperierte eng mit den Stäben der Wehrmacht, insbesondere mit den Ic-Feindlagebearbeitern. Bei der 18. Armee war das der Major i.G. Werner Richter, beim XXVIII Armeekorps der Hauptmann Egon von Wackerbarth. Die im Gebiet der 18. Armee eingesetzten SD-Kommandos bei der Einsatzgruppe A hatten den Auftrag der Hinterland-Erkundung im Raum Leningrad und stimmten sich mit der Wehrmacht ab. Die Stationierungsorte der Teilkommandos der Einsatzgruppe A vor Leningrad waren weitgehend identisch mit den Feld- und Ortskommandanturen im Bereich der 18. Armee. Das waren Ende Dezember 1941 Narwa, Krasnogwardeisk, Siwerskaja, Wyriza, Tosno und Ljuban.
Bisher unbekannt war, dass Rudolf-Oebsger-Röder bei der Einsatzgruppe A an der Nordfront vor Leningrad Dienst tat. Er selbst gab in einer Vernehmung an, dass er im Auftrag von Dr. Heinz Gräfe für das Amt VI (Auslands-SD) des RSHA tätig gewesen sei und mit Unterrichtung und Zusammenfassung von Nachrichten über die unbesetzten Teile der Sowjetunion vor Leningrad befasst war. Angaben der ehemaligen SS-Führer Karl Tschierschky und Hermann Hubig bestätigen, dass Röder im Herbst 1941 einen Stab in Krasnogwardeisk-Gatschina leitete, der sich mit der Aufklärung gegen Leningrad befasste. Zu diesem Zweck hielt er Verbindung zu den Abwehrstellen und Ic-Offizieren (Nachrichtenlage) der Wehrmacht und zu den Einsatzkommandos der Einsatzgruppe A. Als Stationierungsorte gab er Schlüsselburg, Mga, Tosno, Ljuban und Nowgorod an. Tatsächlich gehörte er laut Martin Sandberger von Herbst 1941 bis Sommer 1942 dem Stab der Einsatzgruppe A in Krasnogwardeisk-Gattschina als Leiter der Abteilung VI (SD Ausland) und als Stellvertreter von Einsatzgruppenchef Walter Stahlecker an.
De facto steuerte Röder im Auftrag von Heinz Gräfe vom RSHA mehrere kleine Teilkommandos, die sich im Sinne von Heinz Gräfe experimentell mit der Nutzung russischer Gefanger zur Aufklärung des sowjetischen Hinterlandes befassten. Im konkreten Fall gehörte zur Aufklärung auch die Erfolgskontrolle der Hungerblockade von Leningrad. Unter Oebsger-Röder wurde der sogenannte „Erkundungsbericht Leningrad“ erstellt. Mit Oebsger-Röder, Karl Tschierschky (Leiter III Inlands-SD der Einsatzgruppe A), Otto Kraus (Teilkommandoführer) und Hermann Hubig (Teilkommandoführer) war hier ein großer Teil des späteren Führungspersonals des Unternehmen Zeppelin des SD tätig.
In den Ereignismeldungen der Einsatzgruppe A waren wiederholt Erschießungen durch das Einsatzkommando Tosno (Hubig) erwähnt, so z. B. in der Ereignismeldung 130, als im Oktober 1941 156 Personen wegen Sabotage als exekutiert berichtet wurden.
Am 26. Dezember 1941 wurden in Abstimmung mit der 18. Armee und dem XXVIII. Armeekorps etwa 230–240 geisteskranke bzw. geschlechtskranke Frauen einer Anstalt im vormaligen Kloster Makarewskaja durch das Einsatzkommando [Tosno] getötet. In Nikolskoje südwestlich von Krasnogwardeisk befand sich eine große psychiatrische Anstalt, die Kastschenko-Klinik mit über tausend Patienten. Da die Verpflegung dieser Einrichtung zu einem Problem wurde, bat die Ortskommandantur der Wehrmacht in Krasnogwardeisk am 11. Oktober 1941 die 18. Armee „um Beseitigung der Irren“ durch den SD. Nach sowjetischen Angaben betrug die Gesamtzahl der Opfer der Kastschenko-Klinik 1300 Menschen. Im September/Oktober 1943 wurden die Leichen vom Sonderkommando 1005 „enterdet“ und verbrannt, um die Spuren zu verwischen.

Diese Exhumierungen durch das Sonderkommando 1005 belegen, dass Sturmbannführer Oebsger-Röder über diese Verbrechen vor Leningrad bestens informiert war. Das geht aus einem Telegramm hervor, dass die britische Funkaufklärung aufgefangen, entschlüsselt und geheim gehalten hatte. Erst 1996 entdeckten es US-Historiker in den Archiven. In dieser sogenannten „Oebsger-Röder-Message“ vom 13. Oktober 1943 geht es um den Versuch der SS, die Massenvernichtungen vor den heranrückenden Sowjettruppen zu verbergen. Im Raum Leningrad hatte das Sonderkommando 1005 Schwierigkeiten, die Grablagen der Liquidierten zu finden und man wandte sich deshalb am 12. Oktober 1943 an den inzwischen auf der Krim im Einsatz stehenden Oebsger-Röder, der aufgrund seiner Funktion bei der Einsatzgruppe A Bescheid wusste. Er antwortete umgehend am 13. Oktober und beschrieb Grablagen und Auskunftspersonen wie folgt:
1) In einer Schlucht nahe der Luftwaffen-Kaserne SIEVERKAJA, nah am nordwestlichen Rollfeld, wenig Material.
2) GATTSCHINA Schloßgelände ungefähr 200 m. entfernt von den ehemaligen Unterkuenften von Kdo. Ostuf. BOSSE, ehemalige lettische Dolmetscher TONE, DZELSKELEJS und andere, anscheinend alle aus Riga, können bezüglich 1) und 2) nähere Auskunft erteilen. Der russische Mitarbeiter RUTSCHENKO, z. Zt. PLESKAU UZ, kann ebenfalls Hinweise geben.
3) Bezüglich PUSCHKINO, ZARSKOJE SELO und TOSSNO. Bitte fragen Stubaf. FRANCZ und Stubaf. HUBIG, beide RSHA I b.
4) GRIGOROWO und NOVGOROD sind mir nicht bekannt. Sofern EK 2 betroffen, kann vielleicht Ostubaf. EHRLINGER von Egr. N Informationen geben, oder auch Hstuf. KRAUS (Bruder von Stubaf. OTTO KRAUS), z. Zt. PLESKAU.

Gezeichnet, ROEDER, Stubaf
Es war Oebsger-Röder in der Nachkriegszeit gelungen, seine Verwicklung in die Verbrechen der Einsatzgruppe A und seine Rolle beim Stab von Walter Stahlecker zu verheimlichen.

## „Unternehmen Zeppelin“
1942 kam Oebsger-Röder in das von SS-Obersturmbannführer und Oberregierungsrat Heinz Gräfe konzipierte „Unternehmen Zeppelin“ und übernahm schließlich im Juli 1942 die Leitung des Sonderreferates VI C/Z im Amt VI des RSHA bis Februar 1943. Das Unternehmen Zeppelin war ein geheimes Sabotage- und Zersetzungsunternehmen des SD, das freiwillige Russen wie auch Nichtrussen als sogenannte „Aktivisten“ hinter die sowjetischen Linien brachte. Dort wurden Nachrichten gesammelt, Sabotageakte verübt und Propaganda betrieben. Die Zeppelin-Kommandos waren zwar an die Einsatzgruppen von Sipo und SD gekoppelt, die in Russland die Vernichtung von Juden, Bolschewisten, Partisanen usw. betrieben, waren ihnen aber nicht unterstellt, sondern betrieben ihre Operationen eigenständig.

Beim Zeppelin-Kommando in Smolensk kam es zu Fahnenfluchten russischer Aktivisten. Rudolf Oebsger-Röder, Leiter des Referats VI C Z, hielt danach in einem Vermerk am 2. Dezember 1942 fest:
„Der Chef der Einsatzgruppe B hat ohne Zustimmung von VI C Z 18 Aktivisten des Unternehmen Zeppelin, die im Bereich der Einsatzgruppe B untergebracht waren, wegen grober Disziplinlosigkeiten sonderbehandeln lassen. Die überaus lange und unvorhergesehene Wartezeit in Wissokoje hat die Aktivisten nicht nur unlustig und müde werden lassen, sondern auch eine erhebliche negative Beeinflussung dadurch erbracht, dass die Aktivisten Gelegenheit hatten, die praktische Behandlung ihrer Landsleute in den besetzten Ostgebieten durch deutsche Dienststellen kennenzulernen.“ […] „Die […] aufgeführten Gründe haben danach teilweise zur politischen Zersetzung, teilweise zu Disziplinlosigkeiten der Aktivisten geführt. Es besteht Übereinstimmung, dass eindeutig festgestellte Zersetzungserscheinungen sofort durch Sonderbehandlung der überführten Personen zu bereinigen sind. 
Zwischen Oebsger-Röder und dem Leiter der Amtsgruppe VI C, Sturmbannführer Heinz Gräfe, gab es Spannungen hinsichtlich der Führung des Unternehmen Zeppelin. Gräfe als Urheber des Unternehmens Zeppelin in der Amtsgruppe RSHA VI C und Oebsger-Röder als zuständiger Referatsleiter RSHA VI C/Z beanspruchten beide die Führung von Zeppelin, weshalb man im Oktober 1942 vereinbarte, dass Oebsger-Röder eindeutig der Führung von VI C unterstellt bleiben, aber künftig die Verantwortung für die Zeppelin-Unternehmen im Kaukasus übernehmen solle.
Im Frühjahr 1943 erhielt das Unternehmen Zeppelin eine neue Struktur, und Oebsger-Röder übernahm im März die Führung des neuen Zeppelin-Hauptkommandos Süd, das ab April 1943 in Berdjansk am Asowschen Meer stationiert war. Die Aktivisten des Unternehmens Zeppelin Süd wurden meist per Fallschirm vom Flugplatz Saki/Krim über dem Kaukasus abgesetzt oder auf dem Landweg über die Türkei in den Kaukasus geschickt. Ende 1943 übernahm Heinz Fenner das Zeppelin-Hauptkommando Süd von Rudolf Oebsger-Röder.

## Ungarn und RSHA
Nach einer Krankheit und anschließender Kur in Ungarn kam er ab März 1944 zur Amtsgruppe VI E des RSHA, dessen Ungarn-Referat von Wilhelm Höttl geleitet wurde. Vom 31. März 1944 bis zum 25. Mai 1944 war Sturmbannführer Oebsger-Röder Kommandeur der Sipo und des SD in Cluj (Koloszvar bzw. Klausenburg). Er soll beim Einsatzkommando des SD in Cluj (Klausenburg) an der Judenevakuierung beteiligt gewesen sein. Von Mai bis Juli 1944 war er laut seiner SS-Personalunterlagen weiter in Ungarn eingesetzt und soll im Stab Eichmann in Budapest tätig gewesen sein.
Danach verblieb er bis Kriegsende beim Amt VI als Verbindungsoffizier des Amtes VI beim Wehrmachtsführungsstab, Amtsgruppe Ausland in Potsdam und zum Auswärtigen Amt. Oebsger-Röder wurde noch am 30. Januar 1945 zum SS-Obersturmbannführer befördert.

## Nachkriegszeit
Nach Kriegsende tauchte Oebsger-Röder mit dem Falschnamen Richard Rupp als Landarbeiter in Schleswig-Holstein unter. Er wurde im Januar 1946 mit Hilfe eines Lockspitzels jedoch gemeinsam mit Horst Mahnke in Hannover verhaftet und im Internierungslager Bad Nenndorf verhört. Oebsger-Röder und sein Kollege Horst Mahnke wurden bei der ersten Vernehmung am 18. April 1946 derart brutal misshandelt, dass Mahnke anschließend mehrfach operiert werden musste und Oebsger-Röder einen Selbstmordversuch unternahm. Danach gab Oebsger-Röder am 29. Juli 1946 den britischen Vernehmern eine recht ausführliche Darstellung zum Unternehmen Zeppelin ab.
Die Zustände in Bad Nenndorf wurden durch einen britischen Parlamentarier bekannt und führten zu einer Untersuchung und letztlich zur Schließung des Verhörzentrums 1947. In mehreren Prozessen ab März 1948 wurde gegen die Verantwortlichen ermittelt, die allesamt freigesprochen wurden. Oebsger-Röder und Mahnke hatten im Prozess als Zeugen ausgesagt. Oebsger-Röder wurde wegen vermuteter Verschwörungsabsichten in einem im November 1948 durchgeführten Spruchkammerverfahren in Bielefeld zu 18 Monaten Haft verurteilt, die durch seine Internierung in Bad Nenndorf jedoch abgegolten waren.

## Organisation Gehlen, BND und journalistische Arbeit
Danach fand er noch 1948 den Weg zur Organisation Gehlen, dem späteren Bundesnachrichtendienst (BND), für den er in den 1950er Jahren hauptberuflich tätig war. Im März 1950 schied er aus der Org. Gehlen als hauptberuflicher Mitarbeiter wieder aus, stand aber als Tipper und Informant weiter mit der Dienststelle GV C der Org. Gehlen in Verbindung. Unter anderem führte er in dieser Zeit den Waffenhändler und ehemaligen SS-Führer Wilhelm Beisner 1957 dem BND zu. Ebenfalls war er journalistisch tätig und schrieb zusammen mit seinem vormaligen Chef bei RSHA VI E Wilhelm Höttl für die 1951 von Joachim Ruoff mit Helmut Damerau und Felix Steiner gegründete Deutsche Soldatenzeitung (DSZ). Zu Höttl hatte Oebsger-Röder noch längere Zeit Kontakt. Die DSZ wurde von der CIA bis 1953 mitfinanziert und danach ab Januar 1953 von Staatssekretär Otto Lenz im Bundeskanzleramt, zuständig für Öffentlichkeitsarbeit (und Psychologische Kriegsführung) finanziell unterstützt.
1958 trat Oebsger-Röder in den BND ein, dem Nachfolger der Organisation Gehlen. Von Juli 1958 bis November 1959 leitete er eine Außenstelle des BND. Von Dezember 1959 bis Dezember 1962 war er BND-Resident in Jakarta. Von Dezember 1962 bis Juli 1964 war er BND-Resident in Bangkok. Von Juli 1964 bis März 1966 war noch als Quelle in Indonesien tätig.
Wegen Kriegsverbrechen wurde in der Bundesrepublik mehrfach gegen Oebsger-Röder ermittelt. Den staatsanwaltschaftlichen Nachstellungen entzog sich Oebsger-Röder 1959 vorläufig, indem ihn der BND nach Indonesien entsandte. 1962 erfolgten zwei Vernehmungen in Indonesien, 1972 eine weitere in Berlin. Die diversen Ermittlungsverfahren gegen ihn stellten die Staatsanwaltschaften ein, da ihm über die Kenntnis von Verbrechen hinaus keine Tatbeteiligung nachgewiesen werden konnte.
In Indonesien fand er Zugang zum Staatschef und Diktator Hadji Mohamed Suharto und wirkte als dessen Berater und Biograph. Gleichzeitig war er jedoch auch unter dem Namen „O. G. Roeder“ Mitarbeiter des Bundesnachrichtendienstes in Jakarta sowie Korrespondent für die Süddeutsche Zeitung und die Neue Zürcher Zeitung. Aufgrund seiner NS-Vergangenheit wurde Oebsger-Röder im Sommer 1964 von seinen Tätigkeiten für den BND entbunden. Anschließend sollte er bis 1979 mehrmals als „bestinformierter Journalist“ in Indonesien für den BND reaktiviert werden, lehnte dieses Ansinnen jedoch ab. Seit 1969 veröffentlichte er mehrere Bücher, die sich mit dem Land Indonesien, den dort lebenden Menschen, touristischen Attraktionen und politischen Besonderheiten beschäftigen. So veröffentlichte er u. a. eine offizielle Biografie des Diktators und Kostrad-Generals Suharto. Oebsger-Röder hatte wahrscheinlich ab 1980 seinen Wohnsitz wieder in München. Am 21. Juni 1992 starb Oebsger-Röder in München an Herzversagen.

## Publikationen
- Vom Zeitungsschreiber zum Schriftleiter : Untersuchungen über den Bildungsstand der deutschen Journalisten; (mit 8 statistischen Übersichten, Noske Verlag Leipzig 1936)
- The smiling general : President Soeharto of Indonesia. (Mit Portr.), Gunung Agun Djakarta 1969
- Who’s who in Indonesia : biographies of prominent Indonesian personalities in all fields, Gunung Agung Djakarta 1971
- Indonesien : Java, Bali und die 1000 Inseln beiderseits des Äquator; Reiseführer und Landeskunde mit Reiserouten und Stadtführern, Verlag Volk und Heimat Buchenhain vor München 1973
- Wirtschaftspartner Indonesien, Institut für Asienkunde Hamburg, Jakarta (1979)
- Who’s who [Who is who] in Indonesia : Biographies of prominent Indonesian personalities in all fields. Comp. by O. G. Roeder, Mahiddin Mahmud, Gunung Agung Singapore 1980
- Leben und leben lassen in Indonesien, ohne Verlag und ohne Ort, 1980
- Indonesien : Reiseführer mit Landeskunde, gemeinsam mit Bernd Eberlein, Mai´s Reiseführer Verlag Buchschlag bei Frankfurt/M. 1987
- Indonesia : a personal introduction, Gramedia Bokk Publ. Div. Jakarta 1987